# Mitch Booth
Mitchell Jay „Mitch“ Booth (* 4. Januar 1963 in Sydney) ist ein australisch-niederländischer Segler.

## Erfolge
Mitch Booth nahm viermal an Olympischen Spielen in der Bootsklasse Tornado teil. Bei seinem Olympiadebüt 1992 in Barcelona gewann er mit John Forbes sogleich die Bronzemedaille, als sie mit 44,4 Gesamtpunkten den dritten Platz hinter dem französischen und dem US-amerikanischen Boot belegten. Vier Jahre darauf startete Booth in Atlanta mit Andrew Landenberger und sicherte sich mit diesem die Silbermedaille. Ihre 42 Gesamtpunkte reichten dabei für den zweiten Platz dem spanischen Duo José Luis Ballester und Fernando León aus. Zwischen den Spielen 1996 und 2004 wechselte Booth den Verband und segelte international fortan unter niederländischer Flagge. Bei den Olympischen Spielen 2004 in Athen wurde er mit Herbert Dercksen ebenso Fünfter, wie auch 2008 in Peking an der Seite von Pim Nieuwenhuis.
1989 in Houston und 1992 in Perth wurde Booth gemeinsam mit John Forbes Weltmeister, zudem sicherten sie sich 1993 in Long Beach Silber. Zwischen 1994 und 2007 gewann er darüber hinaus viermal mit jeweils unterschiedlichen Partnern Bronze. Bei Europameisterschaften belegte er ebenfalls mehrere Male das Podium, 1996 gelang ihm dabei einmal der Titelgewinn.